# Hamadryas argentea
Hamadryas argentea är en ranunkelväxtart som beskrevs av Joseph Dalton Hooker. Hamadryas argentea ingår i släktet Hamadryas och familjen ranunkelväxter. Inga underarter finns listade i Catalogue of Life.

## Bildgalleri

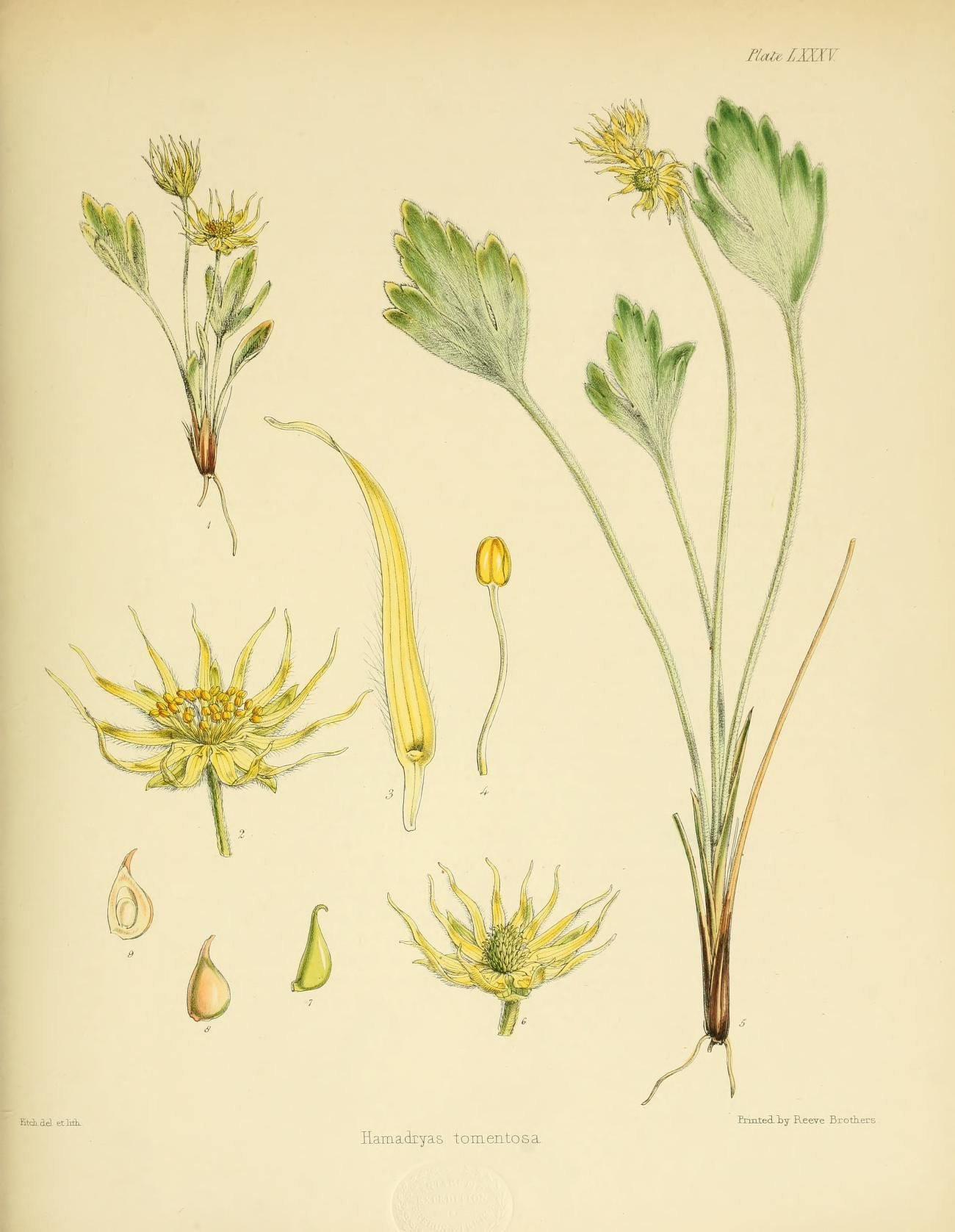